# Fauriella (Plantae)
Fauriella, rod pravih mahovina iz porodice Thuidiaceae opisan 1893., dio reda Hypnales. Postoji 5 priznatih vrsta

## Vrste
1. Fauriella baolocensis Tixier
2. Fauriella petelotii Tixier
3. Fauriella robustiuscula Broth.
4. Fauriella tenerrima Broth.
5. Fauriella tenuis (Mitt.) Cardot